# Juste Chevillet

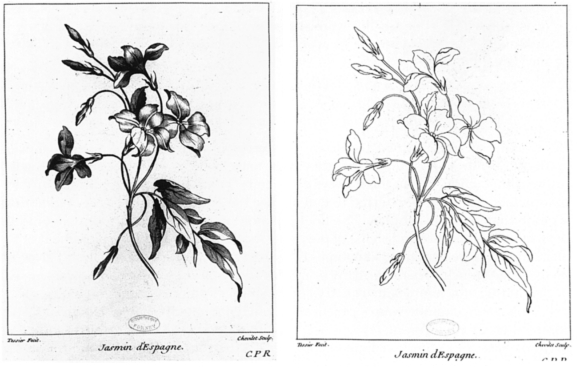
Jasmin d'Esagne nach Louis Tessier aus dem Buch „The Livre de Principes de Fleurs“ (Das Buch der Blumenprinzipien).

Juste Chevillet (* 1729 in Frankfurt (Oder); † 1802 in Paris) war ein deutsch-französischer Kupferstecher. Bekannt wurde er u. a. durch die Stiche in der Histoire naturelle von Georges-Louis Leclerc de Buffon.

## Leben

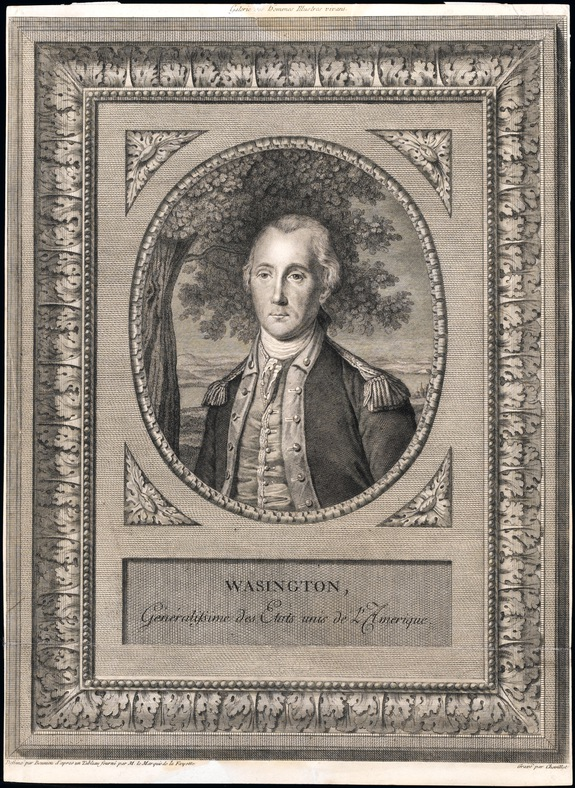
Kupferstich von George „Wasington“. In späteren Ausgaben wurde die Schreibweise korrigiert.

Juste Chevillet wurde 1729 in Frankfurt an der Oder geboren. In Berlin studierte er bei George Frederic Schmidt Kupferstich. Anschließend schloss er seine Studien in Paris bei seinem späteren Schwager Johann Georg Wille ab. Es wird angenommen, dass er Paris nicht vor dem Jahr 1750 erreichte. Die undatierte Zusammenstellung Chevillets Blumenstichen Livre de Principes de Fleurs, die nach Zeichnungen von Louis Tessier entstanden, wurden  wahrscheinlich erst nach 1755 veröffentlicht. Jean Henri Riesener nutzte diese als Vorlage für seine Verzierungen der Intarsien. Neben den Kunsttischlern Jean-Pierre Latz, Jean-François Oeben und Roger Vandercruse Lacroix nutzten auch Abraham Roentgen und sein Sohn David Roentgen Chevillets Stiche als Intarsien für ihre Arbeiten. Die Intarsien am im Jahr 1769 von Riesener und Oeben gefertigten Rollschreibtisch für den französischen König Ludwig XV. gelten als das älteste bekannte Werk.
Chevillet fertigte 1778 anhand eines Ölgemäldes von Joseph Siffred Duplessis einen Kupferstich des amerikanischen Politikers Benjamin Franklin an. Der Stich wurde 1828 auf der von der Chemical Bank of New York ausgegebenen Zwei-Dollar-Note verwendet. Das Gemälde befand sich im Besitz von Jacques-Donatien Le Ray de Chaumont. Dieser hatte Chevillet im Hôtel Valentinois in Passy beherbergt. Zudem fertigte er einen Stich von George Washington nach einem Entwurf von Michel Honoré Bounieu an.

Chevillet starb in Paris, sein genaues Sterbedatum ist nicht bekannt. Es wird angenommen, dass er um 1800 oder 1802 verstarb.

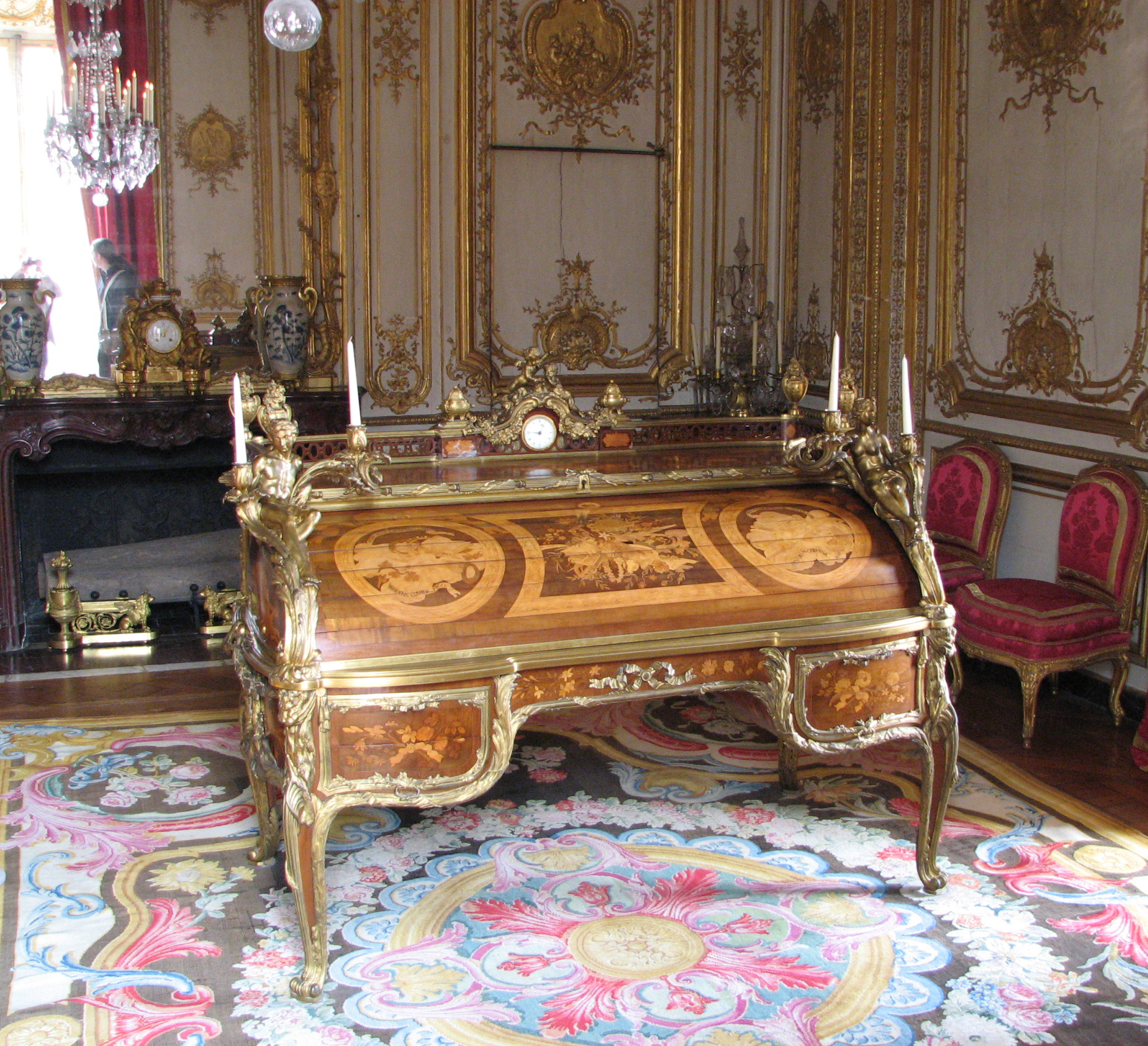
„Bureau du Roi“ (Büro des Königs) von Jean Henri Riesener mit Intarsienarbeiten nach Chevillets Gravuren

## Auswahl seiner Arbeiten
Für den französischen Maler Jean-Baptiste-Simeon Chardin fertigte er eine Büste nach einem Selbstbildnis an. Weitere Büsten entwarf er für den französischen Schriftsteller und Philosophen Denis Diderot, dem Herzog von Orléans Ludwig Philipp I. sowie dem Polizeileutnant und königlichen Bibliothekar Jean-Charles-Pierre Lenoir. Zudem fertigte er ein Porträt der Schauspielerin Eugénie D'Hannetaire an, das sie als junge Sultanin darstellt. Weitere Werke entstanden für den Geschäftsmann Jean-Louis Jordan und den französischen Polizeiminister Antoine de Sartine.

## Kupferstiche von Pflanzen
Chevillet fertigte Stiche für mehrere Bände der großen Histoire naturelle von Georges-Louis Leclerc de Buffon sowie für Bernard Germain Lacépède an.
- Bernard Germain de Lacépède: Illustrations de Histoire naturelle des quadrupèdes ovipares et des serpens. Band 1. Hotel de Thou, Paris 1788, S. 45 (französisch, Zeichnungen: Jacques de Sève, Gravuren: Juste Chevillet, Sébastien Leroy, Marie-Anne Rousselet (M. R. V. Tardieu)).
- Bernard Germain de Lacépède: Illustrations de Histoire naturelle des quadrupèdes ovipares et des serpens. Band 2. Hotel de Thou, Paris 1789, S. 24 (französisch, Zeichnungen: Jacques de Sève, Gravuren: Juste Chevillet, De Launay,  Marie-Anne Rousselet (M. R. V. Tardieu)).
- Georges-Louis Leclerc de Buffon: Illustrations de Histoire naturelle générale et particulière Supplément. Band 3. Imprimerie royale, Paris 1778, S. 9 (französisch, Gravuren: Aldring, Juste Chevillet, Pasch).
- Georges-Louis Leclerc de Buffon: Illustrations de Histoire naturelle générale et particulière avec la description du cabinet du roy. Band 2. Imprimerie royale, Paris 1789, S. 42 (französisch, Zeichnungen: Buvée, Jacques de Sève, Gravuren: Jean Charles Baquoy, Juste Chevillet, Louis Legran).
- Georges-Louis Leclerc de Buffon: Illustrations de Histoire naturelle générale et particulière avec la description du cabinet du roy. Band 8. Imprimerie royale, Paris 1760, S. 56 (französisch, Zeichnungen: Buvée, Jacques de Sève, Gravuren: Jean Charles Baquoy, Juste Chevillet, Louis Legran).
- Georges-Louis Leclerc de Buffon: Illustrations de Histoire naturelle générale et particulière avec la description du cabinet du roy. Band 12. Imprimerie royale, Paris 1764, S. 56 (französisch, Zeichnungen: Buvée, Jacques de Sève, Gravuren: Jean Charles Baquoy, Juste Chevillet, Louis Legran).
- Georges-Louis Leclerc de Buffon: Illustrations de Histoire naturelle générale et particulière avec la description du cabinet du roy. Band 13. Imprimerie royale, Paris 1765, S. 61 (französisch, Zeichnungen: Buvée, Jacques de Sève, Gravuren: Jean Charles Baquoy, Juste Chevillet, Louis Legran).
- Georges-Louis Leclerc de Buffon: Illustrations de Histoire naturelle générale et particulière avec la description du cabinet du roy. Band 14. Imprimerie royale, Paris 1766, S. 43 (französisch, Zeichnungen: Buvée, Jacques de Sève, Gravuren: Jean Charles Baquoy, Juste Chevillet, Louis Legran).